# Đinđuša
Đinđuša (cyr. Ђинђуша) – wieś w Serbii, w okręgu jablanickim, w gminie Bojnik. W 2011 roku liczyła 560 mieszkańców.